# オフィス・トゥー・ワン
株式会社オフィス・トゥー・ワン（英: OFFICE TWO-ONE INC. 略: OTO）は、主にテレビ番組の制作およびタレント・フリーアナウンサーのマネジメントを行っている日本の企業。本社は、東京都港区六本木3丁目。

## 概要
1963年（昭和38年）に海老名俊則がテレビディレクターや城悠輔ら放送作家たちによるクリエイターオフィスとして、オフィス・トゥー・ワンを結成。当初、放送作家のマネジメントを行い、テレビ番組やイベントの構成企画、のちに制作の業務も行うようになる。1964年（昭和39年）に作詞家の阿久悠、演出家の福田陽一郎等が参加した。1968年（昭和43年）には、TBS（東京放送）所属タレントだった高山栄や、イーデス・ハンソン、神太郎の参加により、芸能マネージメントへ業務拡大。
1972年（昭和47年）、『ぎんざNOW』の一曜日担当からテレビ番組制作へ本格的に関わるようになる。1979年（昭和54年）にTBSを独立した久米宏アナウンサーのマネージメントを担当することになり、久米は『おしゃれ』『久米宏のTVスクランブル』『ニュースステーション』を通じてオフィス・トゥー・ワンの顔となった。特に『ニュースステーション』はプライムタイムに民放テレビ局が帯でニュース番組を設けて成功したこともさることながら、ニュース番組にテレビ局外部の制作プロダクションが参入すること自体がそれまでのテレビ業界の常識を打ち破るものだった。
また平成初期には札幌市に「オフィス・トゥー・ワン北海道」を設立したが現在は解散している。
1993年（平成5年）から2007年（平成19年）9月までシナモン・オーダーマニア・マーメイドコレクションというテレビショッピング番組による通信販売ビジネスを展開していた。元・日本通信販売協会（JADMA）正会員。

## 所属

### 現在

#### タレント・文化人
- 久米宏（元・TBSアナウンサー）
- 荒川強啓（元・YBCアナウンサー）
- 神太郎
- 長谷川幸洋（ジャーナリスト、元・東京・中日新聞論説副主幹）
- イーデス・ハンソン
- 矢内理絵子（将棋の女流棋士、タイトル獲得歴あり）
- 古谷経衡（著述家）
- 塩村文夏（参議院議員、放送作家）

#### 作詞家・作曲家・アーティスト
- 奥田弦（ピアニスト、作曲家・編曲家）

### 過去

#### タレント・文化人
- 伊藤咲子（歌手）
- 小林美樹（フリーアナウンサー、元・テレビ新潟アナウンサー、元・アイドル歌手）
- 横本メイ
- 高山栄（タレント・ラジオパーソナリティ、元・TBS所属タレント）※ 2002年（平成14年）死去
- 金子哲雄（流通ジャーナリスト）※ 2012年（平成24年）死去
- 永井まどか（元・RABアナウンサー）
- 山本健司（アニメ・ゲーム・J-POP関係の音楽家、2010年度末頃に除籍処分）
- 小谷真生子（フリーアナウンサー、元・NHKキャスター）
- 渡辺真理（元・TBSアナウンサー）
- 朝岡聡（元・テレビ朝日アナウンサー）
- 武村八重子（ピアニスト・作曲家）
- 高橋多佳子（ピアニスト）
- 田中康夫（作家、元・長野県知事、元・衆議院議員）
- 山下康介（作曲家・編曲家）
- 高木洋
- 竹内薫（サイエンスライター）
- にしゃんた（羽衣国際大学現代社会学部教授）
- 古瀬絵理（元・NHK山形放送局キャスター）
- おおたわ史絵（医師）
- 河合薫（気象予報士）
- 森永卓郎（経済アナリスト 獨協大学経済学部教授）
- 森田豊（医師、医療ジャーナリスト）
- 江上剛（作家）
- 乾貴美子（元・「ニュースステーション」天気予報担当）
- 林家彦いち（落語家）
- 金子稚子（編集者、終活ジャーナリスト）

#### 作詞家・作曲家・アーティスト
- 羽田健太郎（ピアニスト、作曲家・編曲家）※ 2007年（平成19年）死去
- 阿久悠（詩人、作詞家、小説家）※ 2007年（平成19年）死去
- 藤林聖子

#### 構成作家
- 森光司
- デーブ八坂
- 鵜沢茂郎

#### プロデューサー
- 大熊一郎
- 丸目博則
- 根岸耕平

#### 演出及びディレクター
- 古市誠
- 米澤照明
- 阿部裕太
- 宮崎洋平
- 羽田野晃男
- 中松謙介
- 村崎冬季
- 佐藤文彦
- 財田正剛
- 中川圭一郎
- 幅田啓之
- 酒見幸浩
- 塚本恭史

## 主な所属スタッフ・放送作家

### 構成作家
- 野尻靖之
- 八木たかお

## 主な制作作品（過去のものを含む）

### バラエティ・情報・報道番組
日本テレビ系
- 月刊ホットドッグ・プレスTV(BS日テレ・制作協力）
- 久米書店 〜ヨクわかる!話題の一冊〜(BS日テレ・制作協力）
- 世界探訪!空港物語 WONDER AIRPORT やしま・ミチコの空辞苑(BS日テレ)
- びっくり日本新記録（読売テレビ制作、後期）
- おしゃれ
- 久米宏のTVスクランブル
- 三枝成章の気まぐれ
- A（エー）（制作協力）
- @サプリッ!（制作協力）
- 想像を絶するテレビ（読売テレビ制作、制作協力）

TBS系
- ぎんざNOW（一曜日担当）
- 3時にあいましょう（制作協力）
- 紳助・ケントの世界がお呼びです!（MBS毎日放送制作）
- 実録!日本の仰天三面記事
- おしえてアミーゴ!!
- 久米宏のテレビってヤツは!? → クメピポ! 絶対あいたい1001人（MBS毎日放送制作、制作協力）

フジテレビ系
- なるほど!ザ・ワールド（制作協力）
- クイズなっとく歴史館（番組開始当初は「おもしろニッポン! なっとく歴史館」）
- それ行け!実験クイズ
- 情報プレゼンター とくダネ!（制作協力）
- スタ☆メン（フジテレビ・関西テレビ共同制作、制作協力）
- パンドラの秘宝（制作協力）

テレビ朝日系
- ニュースステーション（企画・制作協力）
- 久米宏のがん戦争（企画・制作協力）
- こだわりTV PRE★STAGE（企画協力）
- ビートたけしのTVタックル
- 地球キャッチミー（朝日放送）
- ミッドナイトマーメイド
- 完全特捜宣言!あなたに逢いたい!
- ビートたけしの禁断の大暴露!!超常現象(秘)Xファイル

テレビ東京系
- クイズ地球まるかじり
- 絶品!地球まるかじり
- 所さん&おすぎの偉大なるトホホ人物伝
- 所さんの学校では教えてくれないそこんトコロ!（制作協力）
- 地球VOCE
- ミューズの晩餐
- アジアン・タイムズ

### ドラマ
- さらば女ともだち
- 悲しいほど好き! 〜Mr.ダンディお嬢様に恋をする〜
- 映画みたいな恋したい（一時期）
- 夏色のアルバム
- ママじゃないってば!
- ママに宿題
- 世にも奇妙な物語（5回分制作）
- シリーズ男の決断（1作品）
- アナザヘヴン〜eclipse〜（制作協力）
- ヒットメーカー 阿久悠物語

### ゲーム
- Dr.スランプ（1999年、制作協力）

### その他
- マーメイド・コレクション自社制作・運営のTV通販
- シナモン自社制作・運営のTV通販
- オーダーマニア自社制作・運営のTV通販
- FBI超能力捜査官シリーズ・不定期
- 象印クイズ ヒントでピント（テレビ朝日系）の問題作成
- キングコングのあるコトないコト（メ～テレ制作・テレビ朝日系）のウラドリ（調査）要員派遣・リサーチ担当